# Поточанский сельский совет (Решетиловский район)
Поточанский сельский совет (укр. Потічанська сільська рада) — входит в состав
Решетиловского района
Полтавской области
Украины.
Административный центр сельского совета находится в 
с. Поточек.

## Населённые пункты совета
- с. Поточек
- с. Николаевка
- с. Нагорное
- с. Пасечники

## Ликвидированные населённые пункты совета
- с. Рассоховатое